# 华强实业
深圳华强实业股份有限公司 （深交所：000062）是中国深圳证券交易所的一家上市公司，成立于1994年1月19日，业务范围包括：投资兴办各类实业，国内商业、物资供销业、经济信息咨询；自有物业管理；计算机软硬件及网络、通信产品、激光头及其应用产品的技术开发及销售。公司总股本为66694.98万股（2011年）。
华强实业是华强集团的子公司，总部位于深圳市福田区深南中路华强1号楼7层，法人代表为胡新安。